# Pantaleon bufo
Pantaleon bufo är en insektsart som beskrevs av Kato 1928. Pantaleon bufo ingår i släktet Pantaleon och familjen hornstritar. Inga underarter finns listade i Catalogue of Life.